# Ivo Jerolimov
Ivo Jerolimov (Preko, 30 marzo 1958) è un ex calciatore jugoslavo, di ruolo difensore.

## Carriera

### Nazionale
Il suo debutto con la Jugoslavia risale al 27 settembre 1980 in occasione del match valevole per le qualificazioni al Mondiale 1982 vinto contro la Danimarca (2-1). La sua ultima partita con i Plavi risale al 17 novembre 1982 nel match vinto 0-1 contro la Bulgaria.
Indossò la maglia della nazionale per un totale di sei partite partecipando inoltre ai Mondiali di Spagna 1982.

## Statistiche

### Cronologia presenze e reti in nazionale
| Cronologia completa delle presenze e delle reti in nazionale ― Jugoslavia | Cronologia completa delle presenze e delle reti in nazionale ― Jugoslavia | Cronologia completa delle presenze e delle reti in nazionale ― Jugoslavia | Cronologia completa delle presenze e delle reti in nazionale ― Jugoslavia | Cronologia completa delle presenze e delle reti in nazionale ― Jugoslavia | Cronologia completa delle presenze e delle reti in nazionale ― Jugoslavia | Cronologia completa delle presenze e delle reti in nazionale ― Jugoslavia | Cronologia completa delle presenze e delle reti in nazionale ― Jugoslavia |
| Data                                                                      | Città                                                                     | In casa                                                                   | Risultato                                                                 | Ospiti                                                                    | Competizione                                                              | Reti                                                                      | Note                                                                      |
| ------------------------------------------------------------------------- | ------------------------------------------------------------------------- | ------------------------------------------------------------------------- | ------------------------------------------------------------------------- | ------------------------------------------------------------------------- | ------------------------------------------------------------------------- | ------------------------------------------------------------------------- | ------------------------------------------------------------------------- |
| 27-9-1980                                                                 | Lubiana                                                                   | Jugoslavia                                                                | 2 – 1                                                                     | Danimarca                                                                 | Qual. Mondiali 1982                                                       | -                                                                         |                                                                           |
| 15-11-1980                                                                | Torino                                                                    | Italia                                                                    | 2 – 0                                                                     | Jugoslavia                                                                | Qual. Mondiali 1982                                                       | -                                                                         | 87’                                                                       |
| 25-3-1981                                                                 | Subotica                                                                  | Jugoslavia                                                                | 2 – 1                                                                     | Bulgaria                                                                  | Amichevole                                                                | -                                                                         | 74’                                                                       |
| 29-4-1981                                                                 | Spalato                                                                   | Jugoslavia                                                                | 5 – 1                                                                     | Grecia                                                                    | Qual. Mondiali 1982                                                       | -                                                                         | 46’                                                                       |
| 21-11-1981                                                                | Novi Sad                                                                  | Jugoslavia                                                                | 5 – 0                                                                     | Lussemburgo                                                               | Qual. Mondiali 1982                                                       | -                                                                         | 53’                                                                       |
| 17-11-1982                                                                | Sofia                                                                     | Bulgaria                                                                  | 0 – 1                                                                     | Jugoslavia                                                                | Qual. Euro 1984                                                           | -                                                                         |                                                                           |
| Totale                                                                    |                                                                           | Presenze                                                                  | 6                                                                         |                                                                           | Reti                                                                      | 0                                                                         |                                                                           |

## Palmarès

### Club

#### Competizioni nazionali
- Coppa di Jugoslavia: 3

Rijeka: 1978-1979
Hajduk Spalato: 1983-1984, 1986-1987